# Az árva: Első áldozat
Az árva: Első áldozat (eredeti cím: Orphan: First Kill) 2022-ben bemutatott amerikai horrorfilm, Az árva (2009) című film előzménye. A filmet William Brent Bell rendezte, a forgatókönyvet David Coggeshall írta, David Leslie Johnson-McGoldrick és Alex Mace története alapján (Mace írta az előző film forgatókönyvét és történetét is). A főbb szerepekben Julia Stiles és Isabelle Fuhrman látható.
Az eredetileg Esther munkacímű projektet 2020 februárjában jelentették be. A hivatalos cím még ugyanezen év novemberében derült ki, és Fuhrman ismét szerepet kapott, Julia Stiles, Rossif Sutherland és Matthew Finlan pedig új szereplőkként csatlakozott a stábhoz. A forgatás Winnipegben zajlott 2020 novembere és decembere között.
Az árva: Első áldozat a Paramount Players, a Dark Castle Entertainment, az Entertainment One, a Sierra/Affinity, az Eagle Vision és a Signature Entertainment koprodukciójában készült, és 2022. augusztus 19-én került a Paramount Pictures forgalmazásában a mozikba.

## Rövid történet
Leena egy gyilkos szociopata, aki egy különleges betegség miatt úgy néz ki, mint egy gyerek. Megszökik egy észt elmegyógyintézetből, és egy gazdag család hiányzó lányának álcázza magát. Azonban egy eltökélt anyával kerül szembe.

## Cselekmény
Leena Klammer ritka hormonális rendellenességben szenved, amely miatt kislánynak néz ki, holott valójában egy 31 éves felnőtt nő. A rendkívül erőszakos Leena az észtországi Saarne elmegyógyintézetben tartózkodik páciensként évek óta. Leena megöli egyik orvosát és megszökik az intézetből. Ugyanekkor Anna Trojev művészeti pszichoanalitikus is elhagyja az intézetet, Leena feltöri annak autóját és elrejtőzik benne, később pedig otthonában végez Annával. Leena kutakodni kezd az interneten, és úgy dönt, egy család Esther Albright nevű eltűnt lányának adja ki magát, aki kifejezetten hasonlít rá.
Tricia Albright felveszi a repülőtéren Leenát, aki immár a lányának, Esthernek mondja magát. A család otthonában azonban csak az apa, Allen örül a lány felbukkanásának, Tricia és fia, Gunnar kevésbé lelkes. Leena észreveszi, hogy Donnan felügyelő mintha túlságosan is érdeklődne iránta, ezzel azt kockáztatva, hogy kiderül Leena titka.
Amikor a rendőr számos DNS-vizsgálatnak köszönhetően arra a következtetésre jut, hogy a lány nem a valódi Esther, Leena megpróbálja megölni Donnant egy késsel. A megérkező Tricia lelövi a földön fekvő rendőrt, majd Leenára szegezi fegyverét. Elárulja, mindvégig tudta, Leena nem az igazi lánya – ugyanis Gunnar volt az, aki akaratlanul megölte Esthert. Triciának és Leenának össze kell fognia a titkaik megőrzéséhez. Mivel Allen az egyetlen ember, aki elhiszi, hogy a lánya, Esther valóban a házban van, az állítólagos család kénytelen lesz eljátszani a szerepét.
Leena hamarosan észreveszi: az anya és fia csak azért tartják őt otthonukban, hogy igazi családnak tűnjenek, de rájön, az első adandó alkalommal meg akarnak tőle szabadulni. Ráadásul Tricia nem értékeli Leena próbálkozásait Allen elcsábítására. Miközben a család elkíséri Allent a vasútállomásra, Leena úgy próbál megszabadulni Triciától és Gunnartól, hogy a sínekre löki őket, de egy gyanútlan járókelő megakadályozza ezt. Tricia bosszúja elől Leena megszökik az állomásról, de a rendőrség elfogja és visszaviszi Albrightékhoz.
Tricia és fia úgy döntenek, egyszer s mindenkorra megszabadulnak a nem kívánt vendégtől. Amíg Allen távol van, halálos üldözés veszi kezdetét az Albright-házban. Leena végül megöli Gunnart, halálra szurkálva őt saját vívókardjával. Tricia dühösen és eszét vesztve üldözőbe veszi Leenát és véletlenül tüzet okoz, amely elterjed az egész házban. A megérkező Allen szemtanúja lesz felesége lezuhanásának és halálának. A csalásra csak akkor jön rá, amikor Esther műfogai véletlenül kiesnek. Leena megpróbálja elcsábítani Allent, de amikor nem jár sikerrel, lelöki a tetőről a férfit, ezzel megölve őt. A tűzoltók kiérkezése előtt azonban még van ideje kisminkelni magát.
Esthert külföldre viszik egy jó hírű árvaházba: innen folytatódnak az első film eseményei, miután a Coleman család örökbe fogadja őt.

## Szereplők
- Julia Stiles – Tricia Albright
- Isabelle Fuhrman – Leena Klammer / Esther Albright
  - Kennedy Irwin – Esther fiatalon
- Rossif Sutherland – Allen Albright
- Matthew Finlan – Gunnar Albright
- Morgan Giraudet – James Klammer[2][3]
- Hiro Kanagawa – Donnan nyomozó
- Jade Michael – Madison
- Samantha Walkes – Dr. Sager
- Dave Brown as Dr. Novory

## A film készítése
2020 februárjában jelentették be, hogy William Brent Bell rendezi az Esther című filmet David Coggeshall forgatókönyve alapján, David Leslie Johnson-McGoldrick pedig vezető producerként működik közre. 2020 novemberében bejelentették a film új címét: Orphan: First Kill. Isabelle Fuhrman ismét eljátssza Esther szerepét, a szereplőgárdához pedig Julia Stiles és Rossif Sutherland csatlakozott. A film készítői elárulták, hogy smink és perspektivikus felvételek kombinációját használták, hogy Fuhrman ismét megformálhassa Esthert. Két gyermekszínésznő is szerepelt Fuhrman testdublőreként.
A forgatás 2020 novemberében kezdődött Winnipegben, és ugyanezen év december 11-én fejeződött be.
2021 szeptemberében bejelentették, hogy a Paramount Pictures megszerezte a film amerikai forgalmazási jogait.

## Bemutató
Az árva: Első áldozat 2022. augusztus 19-én kerül bemutatásra Video on Demand módon, a Paramount+-on és korlátozott számban a mozikban. Egy alkalommal úgy vélték, hogy a megjelenési dátum 2022. január 28. lesz, de ez nem volt hivatalos.

## Fordítás
- Ez a szócikk részben vagy egészben  az   Orphan: First Kill című angol Wikipédia-szócikk fordításán alapul.  Az eredeti cikk szerkesztőit annak laptörténete sorolja fel. Ez a jelzés csupán a megfogalmazás eredetét és a szerzői jogokat jelzi, nem szolgál a cikkben szereplő információk forrásmegjelöléseként.